# The Gifted (album de Wale)
Pour les articles homonymes, voir Gifted (homonymie).
Albums de Wale
Ambition
(2011) The Album About Nothing
(2014)
Singles
1. Bad
Sortie : 5 février 2013
2. LoveHate Thing
Sortie : 21 mai 2013

The Gifted est le troisième album studio du rappeur américain Wale, sorti le 25 juin 2013 chez Maybach Music Group et Atlantic Records.
L'album a été soutenu par le single Bad, qui a culminé au numéro 25 du Billboard Hot 100. L'album, quant à lui, s'est classé 1er au Billboard 200, au Top R&B/Hip-Hop Albums, au Top Rap Albums et au Top Digital Albums.

## Liste des titres
| 1.    | The Curse of the Gifted                                       | Olubowale Akintimehin, Deleno Matthews, Levar Coppin                      | Sean C & LV                                       |                                                                   | 4:31 |
| 2.    | LoveHate Thing (featuring Sam Dew)                            | Akintimehin, Antonio Palmer, Stokley Williams, Sam Dew                    | Tone P, Stokley Williams, Sam Dew                 |                                                                   | 4:27 |
| 3.    | Sunshine                                                      | Akintimehin, Palmer, Williams                                             | Tone P, Stokley Williams                          | Tuesday Heartbreak de Stevie Wonder                               | 3:44 |
| 4.    | Heaven's Afternoon (featuring Meek Mill)                      | Akintimehin, Robert Williams, Lionel Gray, Williams, Dew                  | Lionel Gray, No Credit, Stokley Williams, Sam Dew | Heaven in the Afternoon de Lew Kirton                             | 4:41 |
| 5.    | Golden Salvation (Jesus Piece)                                | Akintimehin, Leigh Elliott                                                | Lee Major                                         |                                                                   | 3:40 |
| 6.    | Vanity                                                        | Akintimehin                                                               | No Credit                                         | Mad World des Wise Guys Ima Boss de Meek Mill featuring Rick Ross | 4:38 |
| 7.    | Gullible (featuring Cee Lo Green)                             | Akintimehin, Thomas Callaway, Williams                                    | Stokley Williams, No Credit                       |                                                                   | 4:42 |
| 8.    | Bricks (featuring Yo Gotti & Lyfe Jennings)                   | Akintimehin, Mario Mins, Chester Jennings, Carl McCormick                 | Cardiak, No Credit                                |                                                                   | 4:42 |
| 9.    | Clappers (featuring Nicki Minaj & Juicy J)                    | Akintimehin, Onika Maraj, Jordan Houston                                  | Mark Henry Beats, Juicy J, No Credit              | Da Butt d'E.U.                                                    | 5:16 |
| 10.   | Bad (Remix) (featuring Rihanna)                               | Akintimehin                                                               | MexManny                                          |                                                                   | 3:58 |
| 11.   | Tired of Dreaming (featuring Ne-Yo & Rick Ross)               | Akintimehin, Shaffer Smith, William Roberts, Jesse Wilson                 | Deputy, Corporal                                  |                                                                   | 3:54 |
| 12.   | Rotation (featuring Wiz Khalifa & 2 Chainz)                   | Akintimehin, Cameron Thomaz, Tauheed Epps, Jacques Webster, Alex Lipinski | Travi$ Scott, AdoTheGod                           |                                                                   | 5:00 |
| 13.   | Simple Man                                                    | Akintimehin                                                               | Ralph Folarin, No Credit                          | How Do U Want It de 2Pac featuring K-Ci & JoJo                    | 3:12 |
| 14.   | 88                                                            | Akintimehin, Palmer, Justin Smith                                         | Tone P, Just Blaze                                |                                                                   | 4:42 |
| 15.   | Black Heroes / Outro About Nothing (featuring Jerry Seinfeld) | Akintimehin, Elliott, Dew, Williams                                       | Lee Major, Sam Dew, Stokley Williams              |                                                                   | 4:40 |
| 16.   | Bad (featuring Tiara Thomas)                                  | Akintimehin, Tiara Thomas                                                 | Kelson Camp, Tiara Thomas                         |                                                                   | 4:15 |
| 70:02 |                                                               |                                                                           |                                                   |                                                                   |      |

| 17. | Back 2 Ballin (featuring French Montana)                          | Akintimehin, Karim Kharbouch                               | Cheeze Beatz    | 3:22 |
| 18. | MFS (featuring Fat Trel)                                          | Akintimehin, Martrel Reeves                                | The MeKanics    | 4:55 |
| 19. | Hella (featuring Dom Kennedy & YG)                                | Akintimehin, Dominic Hunn, Keenan Jackson, Jacob Dutton    | Jake One        | 4:21 |
| 20. | One Eye Kitten (Remix) (featuring Webbie, Problem & Black Cobain) | Akintimehin, Webster Gradney, Jason Martin, Marcus Gloster | League of Starz | 4:00 |